# Mesoleptus biosteres
Mesoleptus biosteres là một loài tò vò trong họ Ichneumonidae.